# Brayan Rocchio
Brayan Hommy Rocchio (Caracas, Venezuela, 13 de enero de 2001) es un campocorto de béisbol profesional venezolano de los Guardianes de Cleveland de Grandes Ligas de Béisbol.

## Carrera
Rocchio fue contratado como agente libre internacional por los Indios de Cleveland en julio de 2017.Hizo su debut profesional con los Indios de la Liga Dominicana de Verano en 2018. 
Fue ascendido a los Indios de la Liga de Arizona después de batear .323 en 25 juegos para los Indios de DSL.  Tuvo una temporada aún mejor con los Indios AZL, bateando para un promedio de bateo de .343 en 35 juegos. En ambas ligas, en su primera temporada profesional, Rocchio bateó .335 en 60 juegos. Para 2019, jugó la temporada completa con los Mahoning Valley Scrappers en Low – A ball. Participó en 69 juegos, y bateó para un promedio de .250. No jugó un partido de ligas menores en 2020 debido a la cancelación de la temporada de ligas menores provocada por la pandemia de COVID-19.
Los recién nombrados Cleveland Guardians seleccionaron a Rocchio para su roster de 40, el 19 de noviembre de 2021. Fue enviado a los Columbus Clippers Triple-A para comenzar la temporada 2023.
El 19 de abril de 2023, Rocchio ascendió por primera vez a las ligas mayores. No vio acción de juego para los Guardianes y fue enviado de regreso a Columbus al día siguiente.El 16 de mayo, Rocchio fue nuevamente ascendido a las ligas mayores luego de que José Ramírez fuera colocado fuera del roster. 
En 2024, Cleveland le otorgó la titularidad del campocorto. Su defensa ha sido su principal arma y ha hecho una dupla alrededor de la segunda base con Andrés Giménez, ganador del Guante de Platino en la Liga Americana en 2022. Para la mitad de la temporada, Rocchio  mantenía un porcentaje de fildeo de .918 en 97 partidos. En esa temporada logró batear su primer jonrón en grandes ligas el viernes 7 de junio, ante Ryan Weathers, de los Miami Marlins, en la parte alta del tercer inning. 

### En Venezuela
En la Liga Venezolana de Béisbol Profesional, Rocchio es forma parte de los Tiburones de La Guaira. Debutó en la temporada 2021, donde dejó un promedio al bate de .377 con 23 imparables, 7 dobles y 1 jonrón. En 2024 se tituló campeón de LVBP. 